# Josef Wischniowsky
Josef Wischniowsky (* 25. Juni 1856 in Freiberg, Kreis Neu Titschein in Mähren; † 14. Januar 1926 in Niederndorf bei Kufstein) war ein österreichischer akademischer Genremaler.

## Leben
Wischniowsky war der Sohn des Notars Josef Wischniowsky und dessen Frau Adolphine (geborene Hollaus, † 1863). Nach Abschluss der Schulzeit an der Realschule in Kremsier mit Matura, absolvierte er das Studium für Ingenieurwesen an der Technischen Hochschule in Brünn. 1879 erfolgte die Prüfung zum aktiven Artillerie-Offizier im Arsenal in Wien. Ab 1882 war er Reserveoffizier und begann ein Studium der Kunst.
Nach der Aufnahme 1882 an der Münchner Akademie der Bildenden Künste studierte er bei Alois Gabl, Ludwig von Herterich und Ludwig von Loefftz. Wischniowsky war Mitglied der Münchner Künstlergenossenschaft, und führte zunächst ein Atelier in der Schubertstraße 4 in München.
Er unternahm von 1888 bis 1889 Studienreisen nach Paris, Belgien und Holland, 1892 nach Algerien, Südfrankreich, Tunesien und Italien und 1893 nach Ägypten, Palästina, Kleinasien, Griechenland und in die Türkei und ließ sich anschließend in München nieder. 1900 führte ihn eine Reise zur Weltausstellung nach Paris, sowie nach Südfrankreich und Norditalien, 1901 nach Norditalien und in die die Balkanländer. Die meisten dieser Reisen sind auch durch die Motive seiner Bilder dokumentiert. Durch Datierung seiner tirolischen Landschafts- und Genreszenen gesichert, erfolgten spätestens ab 1888 immer wieder Reisen nach Tirol, wo er auch seine spätere Frau Christine (Christl) Schmid (1874–1961) kennenlernte. Das Paar heiratete 1895 in Tichau (südöstlich von Pribor) in Mähren, heute Tschechien. In der Villa des Textilindustriellen Parma, dem Zeremoniensaal des heutigen Gemeindeamtes, ist seine einzige bekannte großformatige Deckendekoration „Jehova segnet die Erde“ erhalten. Wischniowsky lebte ab 1882 bis zu seinem Tod in der Hölzelsau in Niederndorf, wo sich auch sein Atelier befand.
Seit dem 6. September 1895 war er mit Christine (geborene Schmid) verheiratet, der Tochter des Gutsbesitzers Sebastian Schmid und dessen Frau Ursula. Sie hetten einen Sohn Iwan Wischniowsky, der am 2. September 1896 geboren wurde.

## Werke (Auswahl)

Josef Wischniowsky, Beduine von Biskra, 1892

Sein Werk umfasst Gemälde, Aquarelle, Zeichnungen, Skizzenbücher, Druckgraphiken, Bildpostkarten, Bergkarten und Buchillustrationen.
- Plafondgemälde Jehova segnet die Erde
- Liebespaar im Arkadenhof
- Selbstportrait, Moravská galerie Brünn, 1887
- Tiroler Bua, 1888
- Beduine von Biskra, 1892
- Fellahweib in Kairo, 1893
- Wo wir getraut wurden, Tichau 1895
- Domanisz, 1895
- Christus weissagt den Untergaus Jerusalems
- Glückliche Menschen, Moravská galerie Brünn, 1901
- Bildnisse von Sebastian und Ursula Schmid
- Ruhe auf dem Balkan, 1914
- Freiheit. Gleichheit. Brüderlichk.

## Ausstellungen (Auswahl) und Sammlungen
- 1894 III. Internationale Kunstausstellung im Künstlerhaus Wien
- 1896 Kollektivausstellung in der Galerie Schulte in Berlin (Hauptbild bezeichnet mit: Job. 15, 12: „Dies ist mein Gebot: Liebet einander, wie ich euch geliebt habe“ und kleinere Studien aus Algier)[3]
- 1898, 1899, 1907/08/09, 1910/11/12, 1914 und 1926 Teilnahme an den Ausstellungen im Münchner Glaspalast
- 1904 Ausstellung „Mährens Künstler der Gegenwart“ in Olmütz
- 1922 Tiroler Landesausstellung in Kufstein
- 1998 Ausstellung Josef Wischniowsky – ein mährischer Maler in Tirol im ehemaligen Zollhaus Niederndorf – Oberaudorf[4]
- Moravská galerie Brünn, Tschechien
- Stadtarchiv Rosenheim, Deutschland (Bayern)
- Collection Sputnic, Wien